# Děpolt III.
Děpolt III. (1170–1180? – 1223) z rodu Děpolticů (Přemyslovců) zdědil východočeský úděl po otci. Děpolt byl ženatý s Adélou, dcerou slezského knížete Boleslava Vysokého, se kterou měl pět synů. Její bratr Jindřich I. Bradatý společně s Děpoltem III. udržoval styky s míšeňskými Wettiny a Štaufy. Český král Přemysl Otakar I. se rozváděl s Adlétou z rodu Wettinů, když opustil stranu Filipa Švábského (Štaufského) v jeho zápase o německý trůn. Roku 1202 Děpolta zřejmě vyhnal ze země.

## Život
Narodil se někdy mezi roky 1170–1180, o jeho dětství a mládí není nic známo. Po smrti svého otce se v roce 1190 stal hlavou rodu a se svým bratrem Soběslavem spravoval rodové državy. Spolu se svým švagrem, opolským knížetem Jindřichem I. Bradatým, udržoval dobré vztahy s míšeňskými Wettiny a Štaufy. Proto ho dal král Přemysl Otakar I. vyhnat ze země, když se rozváděl se svou první ženou.
V dubnu 1203 Filip Švábský na žádost Wettina Dětricha udělil Čechy v léno Děpoltovi, jednalo se ale jen o formalitu. Roku 1204 Přemysl Otakar I. dal opět přednost Filipu Švábskému a Děpolt s rodinou se mohl vrátit.
Propůjčení Plzeňska bratřím Děpoltovi a Soběslavovi se objevilo na listině z roku 1213 – u listiny se zachoval na pečeti znak připisovaný Děpolticům. Děpolt jinak s Přemyslem příliš nevycházel, byl naopak příznivcem jeho prvorozence Vratislava. V roce 1216, když bylo uznáno nástupnictví Václava I., Děpolt obsadil neznámý královský hrad a raboval královský a biskupský majetek.
Po smrti moravského markraběte Vladislava Jindřicha v roce 1222 polské prameny jako dalšího markraběte uvádějí právě Děpolta. Chronica Polonorum byla ale zřejmě sepsána v Lubušském klášteře, který byl Děpolticům díky jejich darům nakloněn. Někteří z Děpolticů jsou v tomto klášteře i pohřbeni.
Děpolt III. ve skutečnosti moc spíše ztrácel. Nedlouho poté, co je v polských pramenech uváděn jako markrabě, přišel Děpolt o Plzeňsko. Podle Dalimila zemřel někdy v roce 1223 při obraně Kouřimi.
Děpoltova rodina se uchýlila na dvůr Jindřicha I. Bradatého a svůj vliv už jeho potomci nezískali: Ota Magdeburský (1191–1226), probošt v Magdeburku, se snažil naklonit si císaře Fridricha II. Děpolt IV. Bořivoj získal roku 1234 hrad Śrem, ale zemřel při jeho obraně o rok později. Soběslav, správce hradu Lubuš, zemřel před rokem 1247. Boleslav zemřel ve slezském vojsku v bitvě u Lehnice 9. dubna 1241.

## Potomci
Děpolt III. měl jedinou manželku, Adélu Zbyslavu Slezskou, která mu porodila pět synů:
- Ota Magdeburský (okolo 1191 – 1226)
- Děpolt IV. Bořivoj (před 1200 – 1235)
- Soběslav (před 1200 – před 1247)
- Boleslav ( okolo 1200 – 9. dubna 1241)
- Přemysl (asi po 1200/1205 – asi mezi 1225–1230)